# La Croisade
Pour plus de détails, voir Fiche technique et Distribution.
La Croisade est une comédie française réalisée par Louis Garrel et sortie en 2021,.

## Synopsis
Abel et Marianne découvrent que leur fils Joseph a vendu certains de leurs objets les plus précieux afin de financer un projet écologique.

## Fiche technique
- Titre original : La Croisade
- Réalisation : Louis Garrel
- Scénario : Louis Garrel et Jean-Claude Carrière
- Musique : Grégoire Hetzel
- Décors : Mila Preli
- Costumes :
- Photographie : Julien Poupard
- Montage : Joëlle Hache
- Producteur : Pascal Caucheteux
- Sociétés de production : Why Not Productions
- Société de distribution : Wild Bunch
- Pays de production :  France
- Langue originale : français
- Format : couleur — 2,35:1
- Genre : Comédie
- Durée : 67 minutes
- Dates de sortie :
  - France :
    - 12 juillet 2021 (Cannes)
    - 22 décembre 2021 (en salles)

## Distribution
- Louis Garrel : Abel
- Laetitia Casta : Marianne
- Joseph Engel : Joseph
- Julia Boème : Lucie
- Moustapha Mbengue : le guide dans le désert
- Maïmouna Gueye : la femme du guide
- Béatrice Michel : la femme évangéliste

## Accueil
Après 3 semaines en salle, le box office s'élève à 20 183 spectateurs. 

## Distinction
- Festival de Cannes 2021 : sélection Cinéma pour le climat